# カール・ツィーグラー
カール・ツィーグラー（Karl Ziegler, 1898年11月26日 - 1973年8月11日）は、ドイツ帝国カッセル近郊ヘルザ出身の化学者。エチレンなどの二重結合を持つアルケンを配位アニオン重合させる触媒、チーグラー・ナッタ触媒を発見した功績で知られる。この功績により、1963年のノーベル化学賞を受賞。それ以外にも有機化学の反応を多く研究した。

## 生涯
マールブルク大学を卒業後、フランクフルト大学、ハイデルベルク大学、ハレ・ヴィッテンベルク大学の教授職を歴任。1942年、N-ブロモスクシンイミド (NBS) でオレフィンのアリル位あるいは芳香族化合物のベンジル位を選択的に臭素化できることを発表した（ウォール・チーグラー反応）。1943年にはミュールハイム・アン・デア・ルールのマックス・プランク石炭研究所の所長及びアーヘン大学教授となる。1953年、トリエチルアルミニウムと四塩化チタンの混合物によってエチレンが重合し、ポリエチレンができることを発見した。これは後にジュリオ・ナッタに改良されてツィーグラー・ナッタ触媒として広く知られるようになる。
ツィーグラー触媒が見出される以前には、エチレンの重合には高圧で酸素を開始剤とするラジカル重合が用いられてきた。ツィーグラーの発見したエチレンの重合法では高圧を用いる必要が無いので、従来の重合法を高圧重合法 とよび、ツィーグラー触媒による重合法を低圧重合法と呼ぶ。高圧重合法で得られるポリエチレンは分岐が多く密度が低いので低密度ポリエチレン（Low Density Polyethylene: LDPE）と呼び、低圧重合法で得られるポリエチレンは分岐が無く密度が高いので高密度ポリエチレン（High Density Polyethylene: HDPE）と呼ぶ。HDPEは分岐が無いため結晶性が高く、白く濁っているのが特徴である。
1956年に訪日。同年4月19日には、昭和天皇、香淳皇后に謁見し、講演集を献上した。
ミュールハイム・アン・デア・ルールで没した。

## 受賞歴
- 1935年 リービッヒ・メダル
- 1955年 ラヴォアジエ・メダル
- 1963年 ノーベル化学賞
- 1971年 ヴィルヘルム・エクスナー・メダル